# Улица Марко Вовчок (Чернигов)
Улица Марко Вовчок (укр. Вулиця Марка Вовчка) — улица в Деснянском районе города Чернигова. Пролегает от улицы Киевская до переулка Любомира Боднарука, исторически сложившаяся местность (район) Берёзки.
Нет примыкающих улиц.

## История
На «Плане города Чернигова 1908 года» улица не обозначена. 2-й Ростиславский переулок был проложен в начале 20 века и застроен индивидуальными домами. В 1927 году 2-й Ростиславский переулок был переименован на Узкая улица.
В 1960 году улица получила современное название — в честь украинской и русской писательницы Марко Вовчок.

## Застройка
Начало улицы пролегает в юго-восточном направлении, затем делает поворот в восточном направлении. Парная и непарная стороны улицы заняты усадебной застройкой.
Учреждения: нет